# Dulce Nombre
Dulce Nombre – gmina (municipio) w zachodnim Hondurasie, w departamencie Copán. W 2010 roku zamieszkana była przez ok. 6,2 tys. mieszkańców. Siedzibą administracyjną jest miejscowość Dulce Nombre.

## Położenie
Gmina położona jest w środkowo-wschodniej części departamentu. Graniczy z 3 gminami:
- Dolores od północy i wschodu,
- Santa Rosa de Copán od południa,
- Concepción od zachodu.

## Miejscowości
Według Narodowego Instytutu Statystycznego Hondurasu na terenie gminy położone były następujące miasteczka i wsie:
- Dulce Nombre
- Agua Buena
- El Limón
- El Prado de La Cruz
- El Zapote
- Las Caleras
- San Jerónimo

## Demografia
Według danych honduraskiego Narodowego Instytutu Statystycznego na rok 2010 struktura wiekowa i płciowa ludności w gminie przedstawiała się następująco:
| Wiek         | 0–3 | 4–6 | 7–12 | 13–17 | 18–24 | 25–64 | 65+ | razem |
| Dulce Nombre | 818 | 607 | 936  | 710   | 775   | 2 057 | 324 | 6 227 |
| Mężczyźni    | 395 | 328 | 480  | 366   | 404   | 982   | 142 | 3 098 |
| Kobiety      | 423 | 279 | 456  | 344   | 371   | 1 074 | 182 | 3 129 |